# Tchéquie au Concours Eurovision de la chanson 2021
La Tchéquie est l'un des trente-neuf pays participants du Concours Eurovision de la chanson 2021, qui se déroule à Rotterdam aux Pays-Bas. Le pays est représenté par le chanteur Benny Cristo et sa chanson  Omaga, sélectionnés en interne par le diffuseur tchèque ČT. Le pays se classe 15e avec 23 points en demi-finale, ne parvenant pas à se qualifier pour la finale.

## Sélection

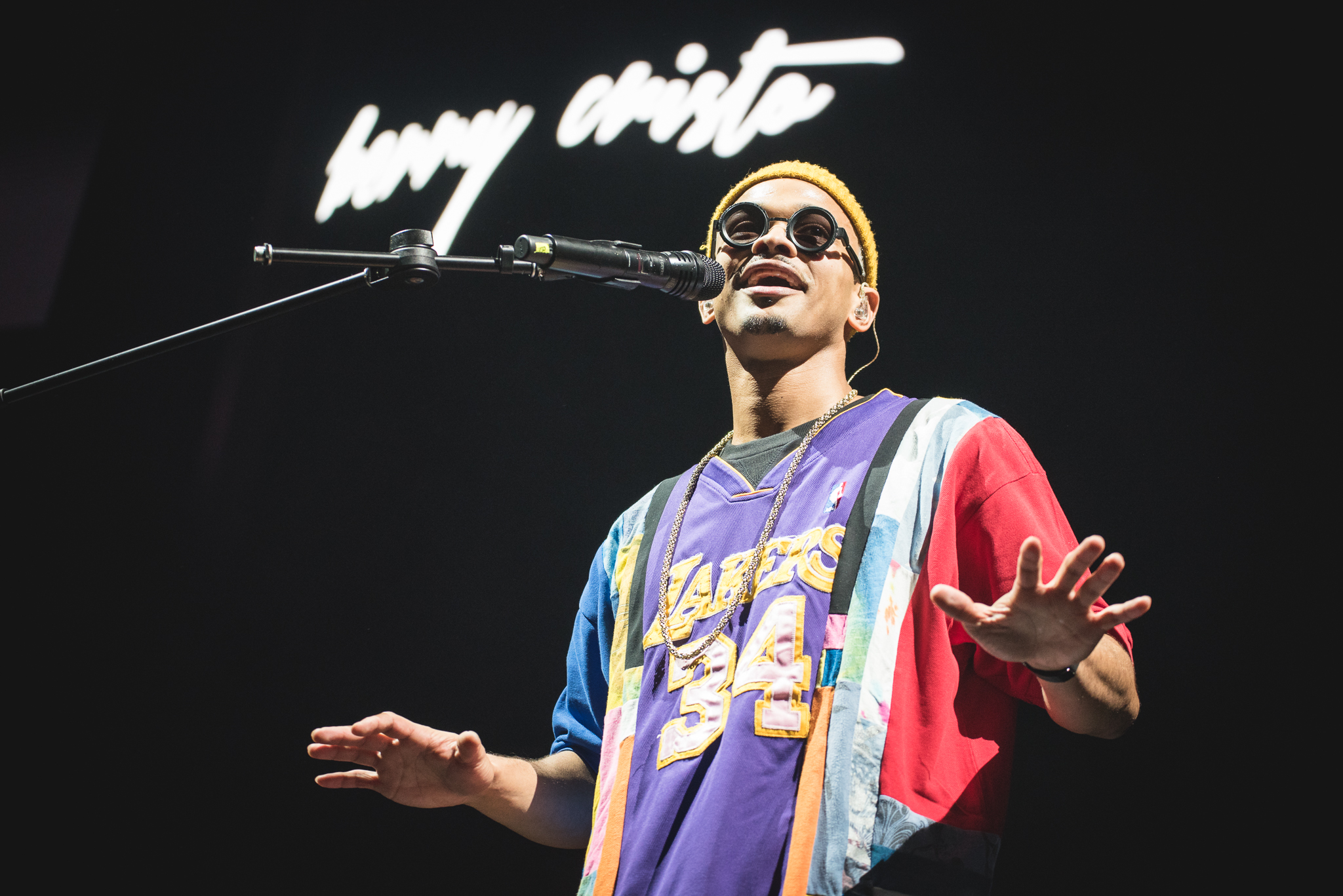
Benny Christos le représenta de la Tchéquie lors de cette édition 2021 de L’Eurovision

Le diffuseur tchèque ČT annonce sa participation à l'Eurovision 2021 le 13 mai 2020, soit environ deux mois après l'annulation de l'édition 2020. Le pays confirme dès lors la reconduction du chanteur Benny Cristo comme représentant du pays. Sa chanson, intitulée Omaga, est présentée au public le 16 février 2021.

## À l'Eurovision
La Tchéquie participe à la deuxième demi-finale du 20 mai 2021. Y recevant 23 points, le pays se classe 15e et ne parvient pas à se qualifier en finale.